# پیتر آرتز
پیتر آرتز (هلندی: Peter Aerts؛ زادهٔ ۲۵ اکتبر ۱۹۷۰) کیک‌بوکسور فوق سنگین‌وزن نیمه‌بازنشستهٔ اهل هلند و از برترین‌های تاریخ کی وان است. لگدهای بلند ویرانگرش او را به «درخت‌انداز هلندی» ملقب کرد. آرتز سه بار قهرمان «جایزه بزرگ کی وان» شده و به همراه میرکو فیلیپوویچ، رمی بونجاسکی، اندی هوگ، ارنستو هوست و سمی شیلت از اسطوره‌های این رشتهٔ ورزشی به‌شمار می‌رود.